# Lokaï
Pour les articles homonymes, voir Lokai.
Le Lokaï (tadjik : Lakayskiy) est une race de petits chevaux de selle élevé dans le Tadjikistan, utilisée à la fois comme cheval de bât et pour la traction légère. Malgré sa taille réduite, cette race est agile et résistante. Elle a été développée par croisements entre des chevaux natifs des montagnes du pays, et des animaux venus d'Asie centrale et d'Europe.

## Histoire
Les origines du Lokaï sont aussi anciennes que méconnues. Ce cheval est probablement un lointain descendant des chevaux des Hittites, dispersés dans la région après la chute de l'empire Hittite 1200 ans avant notre ère. Le Lokaï est originaire des régions montagneuses du centre et du sud du Tadjikistan, où la sélection a porté sur une race à la fois solide et agile pour l'utilisation au bât ou sous la selle. La race est connue depuis le XVIe siècle, et peut-être issu de chevaux mongols d'après quelques sources anciennes.
La tribu ouzbèke Lokaï l'a véritablement sélectionné en opérant des croisements après son déplacement vers l'Est, depuis les rives de la mer d'Aral. Elle effectue des croisements entre les souches locales et un mélange de chevaux d'Asie centrale, dont des Jomud, Karabaïr, des chevaux Turkmènes et Akhal-Teké,. Plus tard, des étalons Arabes de Bukhara, des Pur-sangs et des Tersky sont employés dans ce but,.

## Description
Cheval robuste et trapu bien que fin, le Lokaï est de taille modeste, puisqu'il toise habituellement entre 1,42 m et 1,47 m d'après l'Université de l'Oklahoma. D'après Edwards (1992), il ne dépasserait pas 1,43 m, cependant CAB International (2016) indique une fourchette de 1,42 m à 1,50 m. Le guide Delachaux indique une taille fantaisiste de 1,45 m à 1,47 m chez les femelles pour 1,50 m à 1,62 m chez les mâles.
Le Lokaï possède une tête de profil rectiligne ou légèrement convexe. L'encolure est plutôt longue, les épaules sont inclinées et musclées. Le garrot est bien sorti, attaché à un dos court et droit débouchant sur une croupe inclinée. Les jambes sont propres, solides et bien musclées. Son squelette, plus lourd que celui des chevaux arabes venus de régions voisines, est caractéristiques des chevaux employés par les Hittites.

### Robe et pelage

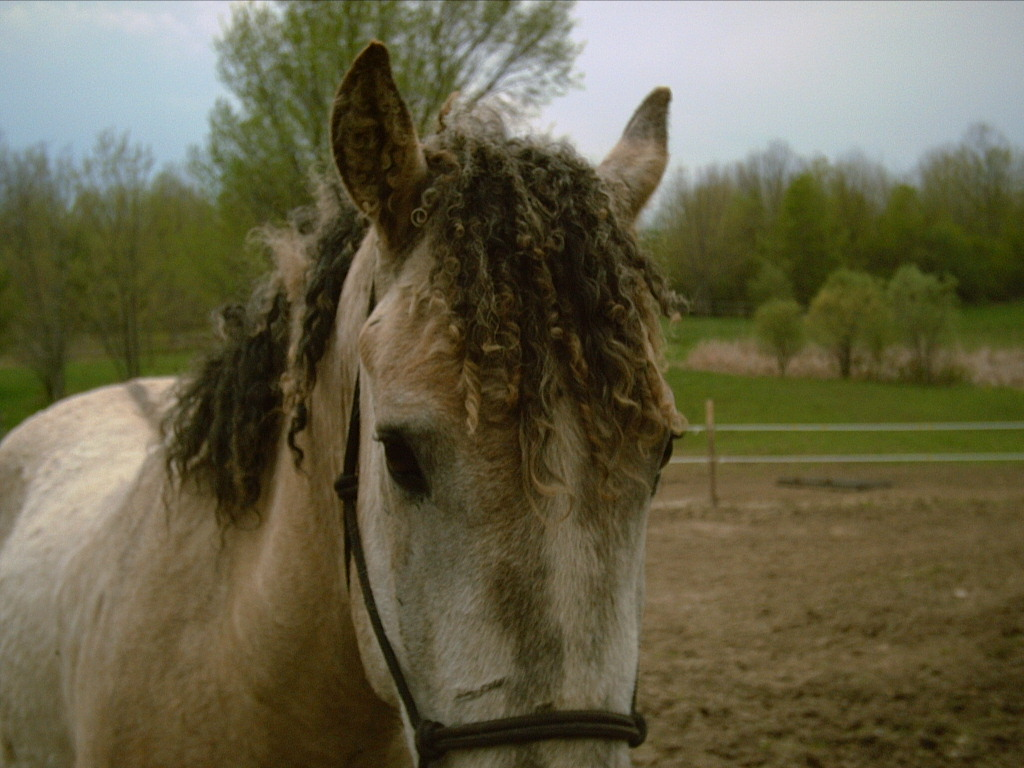
La race Curly provient d'un Lokaï au pelage frisé.

Sa robe peut être alezane (souvent avec un reflet doré propres au races d'Asie centrale), baie ou grise, avec quelques robes noires occasionnelles, et quelques présences du gène Dun (bai dun et souris),. Certains représentants de la race possèdent un pelage frisé, dont l'origine a été retracée jusqu'à l'étalon Farfor, utilisé comme reproducteur entre 1955 et 1970. Cette découverte est récente, puisqu'il a longtemps été admit que le cheval Bachkir russe était le porteur originel du pelage frisé chez le cheval, à l'origine de la race Curly, alors qu'il s'agirait d'un Lokai, importé aux États-Unis depuis la Russie en 1874.

### Tempérament et entretien
Ces chevaux peuvent vivre par 2 000 à 4 000 m d'altitude. Ils se montrent particulièrement endurants, agiles et vifs, avec une adaptation aux climats chauds. Le Lokaï est réputé s'attacher à un seul cavalier.
La race tend à avoir une maturité lente, en particulier quand elle est élevée dans son habitat d'origine. Lorsqu'ils naissent et sont élevés dans de bonnes conditions stables, avec amélioration de l'alimentation et des soins appropriés, ils grandissent plus vite et deviennent plus grands que leurs homologues indigènes.

## Utilisations
Les Lokaï ont connu une grande variété d'utilisations au fil du temps. Ces chevaux permettent de se déplacer dans les contrées montagneuses, ils sont aussi montés pour des courses, pour le jeu du kokpar (ou « hair-raising »), où les cavaliers se disputent la carcasse d'une chèvre morte), et souvent servent de chevaux de bât. Parfois, ils sont employés à la traction légère. La race est recherchée pour pratiquer la chasse, et pour l'endurance. Elle présente des qualités pour le . Enfin, ces chevaux sont élevés pour leur viande et le lait des juments.
Il reste très utilisé dans sa région d'origine pour le jeu de kokpar, et est croisé avec l'Arabe et le Pur-sang pour créer un nouveau type de cheval de selle, le Tadjik.

## Diffusion de l'élevage
Les zones montagneuses du Sud du Tadjikistan constituent le berceau de la race, notamment la province de Khatlon. Elle se trouve aussi en Ouzbékistan, dans les montagnes. Le Lokaï est à priori bien répandu.
En 1980, le recensement effectué par l'URSS fait état de la présence de 8 900 Lokais, dont 7 344 de pure race. L'ouvrage Equine Science (4e édition de 2012) classe le Lokai parmi les races de chevaux de selle peu connues au niveau international.